# Arboretum d'Amance
L'arboretum d'Amance est situé en bordure de la forêt d'Armance, près de Nancy, dans le département de Meurthe-et-Moselle, en région Lorraine. 

## Historique
L'arboretum d'Amance a été créé le 19 octobre 1900 par Lucien Daubrée (1844-1921), directeur général des Eaux et Forêts. Il est situé près du hameau de La Bouzule qui était alors relié à la gare de Nancy par un chemin de fer. Ce sont 16 ha 98 qui sont repris à la forêt domaniale ; l'arboretum s'étant sur 10 ha 19.
Ce sont 214 arbres provenant de l'arboretum des Barres qui vont constituer le démarrage, rejoints par des arbres ayant été exposés à l'exposition universelle de 1900. Entre 1901 et 1909 seront plantés 230 espèces différentes 98 de résineux et 132 de feuillus. 
L'arboretum devra être en partie reconstitué après chacune des guerres puis après la tempête de 1999.
Il a été étendu entre 1960 et 1967 sur 3 ha de la commune de Champenoux. Sur ces 3 ha 81 essences ont été plantées en petites parcelles.
En 1964, l’ensemble de l’arboretum devient la propriété de l’INRA qui le gère depuis cette date.

## Description
L'arboretum d'Amance regroupe près de 400 espèces d'arbres provenant des régions tempérées du globe, et constitue une des plus riches collections d'espèces forestières du nord-est de la France. 
Le site de l'arboretum d'AMANCE, son histoire, les espèces présentes, les enseignements sylvicoles et scientifiques, le lien avec les œuvres de l'école de Nancy : de nombreux artistes se sont inspirés de la nature pour leurs œuvres notamment à travers l'Art Nouveau avec l'émergence de l'École de Nancy. 
De nombreux travaux scientifiques sont menés à l'Arboretum d'Amance par les chercheurs ou des enseignants INRAE, d'AgroParisTech (anciennement l'École forestière) ou de l'Université de Lorraine. Ces travaux permettent de comprendre les conséquences des accidents climatiques sur la forêt.

## Visites
Des visites scolaires et grand public sont organisées par le CPIE (Centre Permanent d'Initiatives pour l'Environnement) de Nancy Champenoux.